# Список бабочек Объединённых Арабских Эмиратов

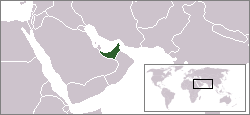
ОАЭ на карте мира

Список видов Бабочек (отряд Чешуекрылые), обитающих в Объединенных Арабских Эмиратах. Данный список содержит 12 видов.

## СемействоPapilionidae

### ПодсемействоPapilioninae

#### ТрибаPapilionini
- Papilio machaon muetingi  Seyer, 1976
- Papilio demoleus  Linnaeus, 1758

## СемействоPieridae

### ПодсемействоPierinae

#### ТрибаPierini
- Pieris rapae  (Linnaeus, 1758)

## СемействоLycaenidae

### ПодсемействоPolyommatinae

#### ТрибаLycaenesthini
- Anthene amarah  (Guérin-Méneville, 1849)
- Lycaena phlaeas shima  Gabriel, 1954

#### ТрибаPolyommatini
- Tarucus balkanicus  (Freyer, 1843)
- Zizeeria karsandra  (Moore, 1865)
- Brephidium exilis  (Boisduval, 1852)
- Chilades parrhasius  (Fabricius, 1793)

## СемействоNymphalidae

### ПодсемействоSatyrinae

#### ТрибаSatyrini
- Ypthima asterope (Klug, 1832)
- Hipparchia parisatis  (Kollar, 1849)

### ПодсемействоNymphalinae

#### ТрибаNymphalini
- Hypolimnas misippus  (Linnaeus, 1764)